# Sextjärnen
Sextjärnen är en sjö i Härjedalens kommun i Härjedalen och ingår i Ljusnans huvudavrinningsområde. Sjön har en area på 0,235 kvadratkilometer och ligger 570,3 meter över havet. Sjön avvattnas av vattendraget Sexan.

## Delavrinningsområde
Sextjärnen ingår i det delavrinningsområde (683261-141950) som SMHI kallar för Mynnar i Sexan. Medelhöjden är 589 meter över havet och ytan är 46,11 kvadratkilometer. Det finns inga avrinningsområden uppströms utan avrinningsområdet är högsta punkten. Sexan som avvattnar avrinningsområdet har biflödesordning 4, vilket innebär att vattnet flödar genom totalt 4 vattendrag innan det når havet efter 315 kilometer. Avrinningsområdet består mestadels av skog (87 procent). Avrinningsområdet har 0,37 kvadratkilometer vattenytor vilket ger det en sjöprocent på 0,8 procent.